# Recta Provincia
Recta Provincia fue el término con el que una organización de brujos de Chiloé, denominada como La Mayoría o también Tribunal de la Raza Indígena, designó a la Provincia de Chiloé, Chile, entre los siglos XVIII y principios del siglo XX.

## Historia

### Los orígenes de la Mayoría

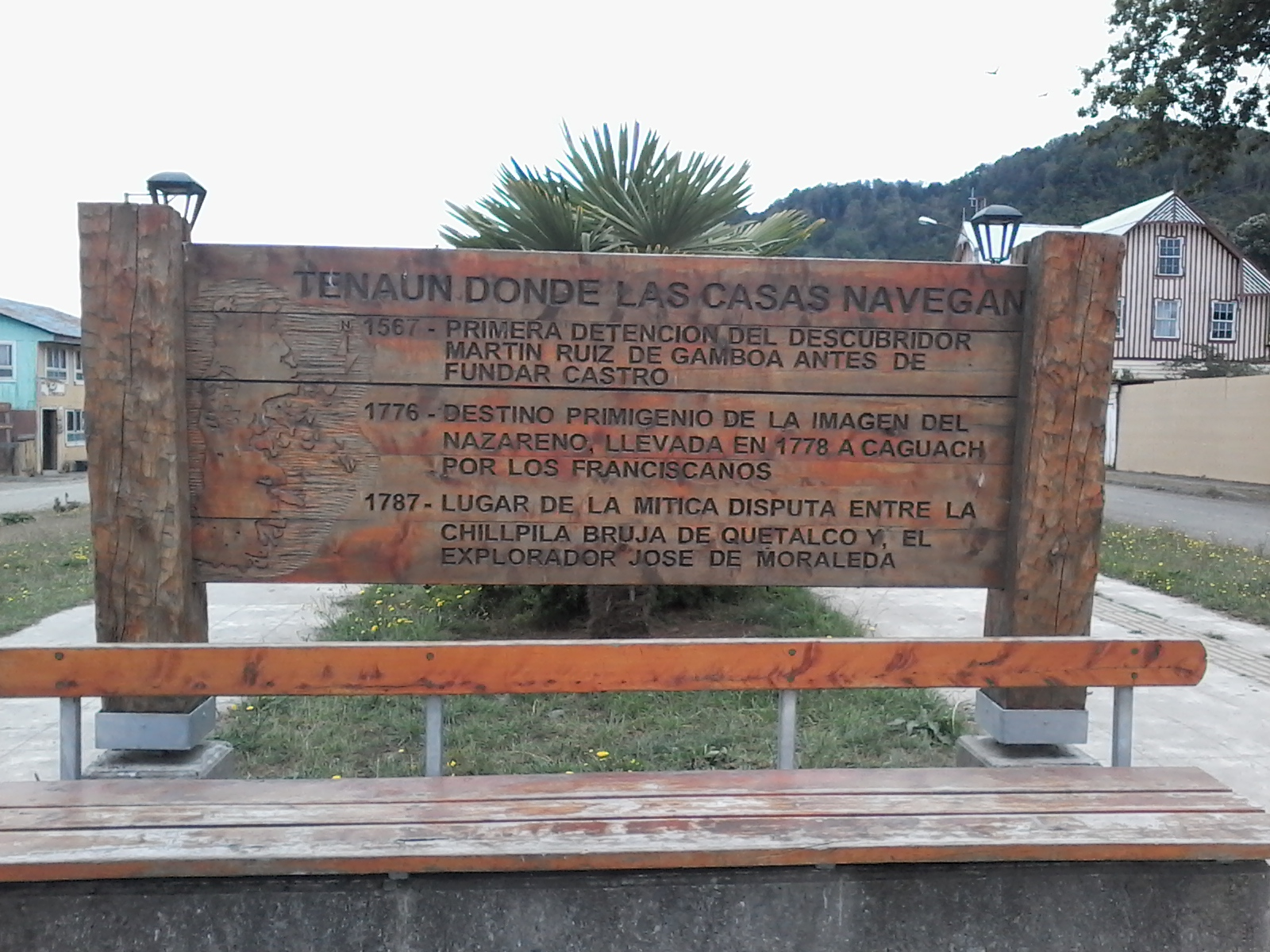
Cartel con hitos históricos del pueblo de Tenaún en que se menciona a la bruja Chillpila y a José de Moraleda.

Sus orígenes se remontan a la época de la Colonia, a fines del año 1786, cuando el cartógrafo, navegante y piloto español José Manuel de Moraleda dirigió una expedición para cartografiar el archipiélago de Chiloé y las costas vecinas. Según la tradición popular, Moraleda se presentó como un poderoso hechicero y desafió el poder de la machi Chillpila, oriunda de Quetalco, en una competencia de magia. Ella lo derrotó dejando su barco en seco y él le obsequió un libro de magia, conocido como el Libro de arte, el Levisterio o Revisorio, con el que se instruyeron posteriormente algunos indígenas y crearon esta sociedad secreta en la cual se produjo la convergencia y unión de los rituales y prácticas indígenas con el conocimiento descrito en el libro obsequiado.
Sin embargo, Moraleda no menciona en su informe haberse encontrado con la hechicera Chillpila, pero sí el hecho de que haya querido hacer contacto con los indígenas:

«Los indios parecen menos malos que los chilenos, pero de estatura más corta; el carácter de éstos es el jeneral de todos los de su casta, así de esta América como de la setentrional, esto es, inclinados a la idolatría, mui supersticiosos...  especialmente en orden a las enfermedades i demás desgracias que nos son comunes, i la misma muerte, que casi siempre atribuyen los indios, i muchas veces los españoles, a maleficio, lo que intentan averiguar i remediar consultando a los machis (así llaman a los curanderos, supuestos adivinos), los cuales, después de muchos misteriosos ademanes, jesticulaciones ridículas, horrísonas imprecaciones en su idioma bárbaro arbitrario, acompañados a veces de violentas contorsiones i destemplados ahullidos, hacen pronósticos de la enfermedad i su causa, dejando mui satisfecho de sus aciertos al idiota auditorio. Yo deseé presenciar una consulta de estos miserables fanáticos pretendidos adivinos, pero no lo conseguí, porque me creían a mí más machi, adivino o brujo que todos ellos, i lejos de concurrir a mi deseo se ocultaban de mi vista temerosos».
José Manuel de Moraleda.

### Juicio y desaparición
En 1880, el gobernador de Chiloé Martiniano Rodríguez inició un juicio contra "La Mayoría", bajo el cargo de asociación ilícita. Este proceso habría coincidido con una época de fortalecimiento de la institucionalidad estatal chilena en el archipiélago, y que no sería compatible con formas institucionales anteriormente toleradas, como las mantenidas por la organización indígena. Varias de las supuestas prácticas de esta sociedad secreta se conocen por las confesiones emitidas durante este juicio, entre las cuales habría algunas obtenidas bajo tortura.
Tras el juicio, la organización se desarticuló y cayó poco a poco en el olvido. Con el tiempo, el imaginario popular tejería toda suerte de leyendas relacionadas con la brujería, algunas de las cuales se mantiene hasta nuestros días.

## División administrativa de la Recta Provincia

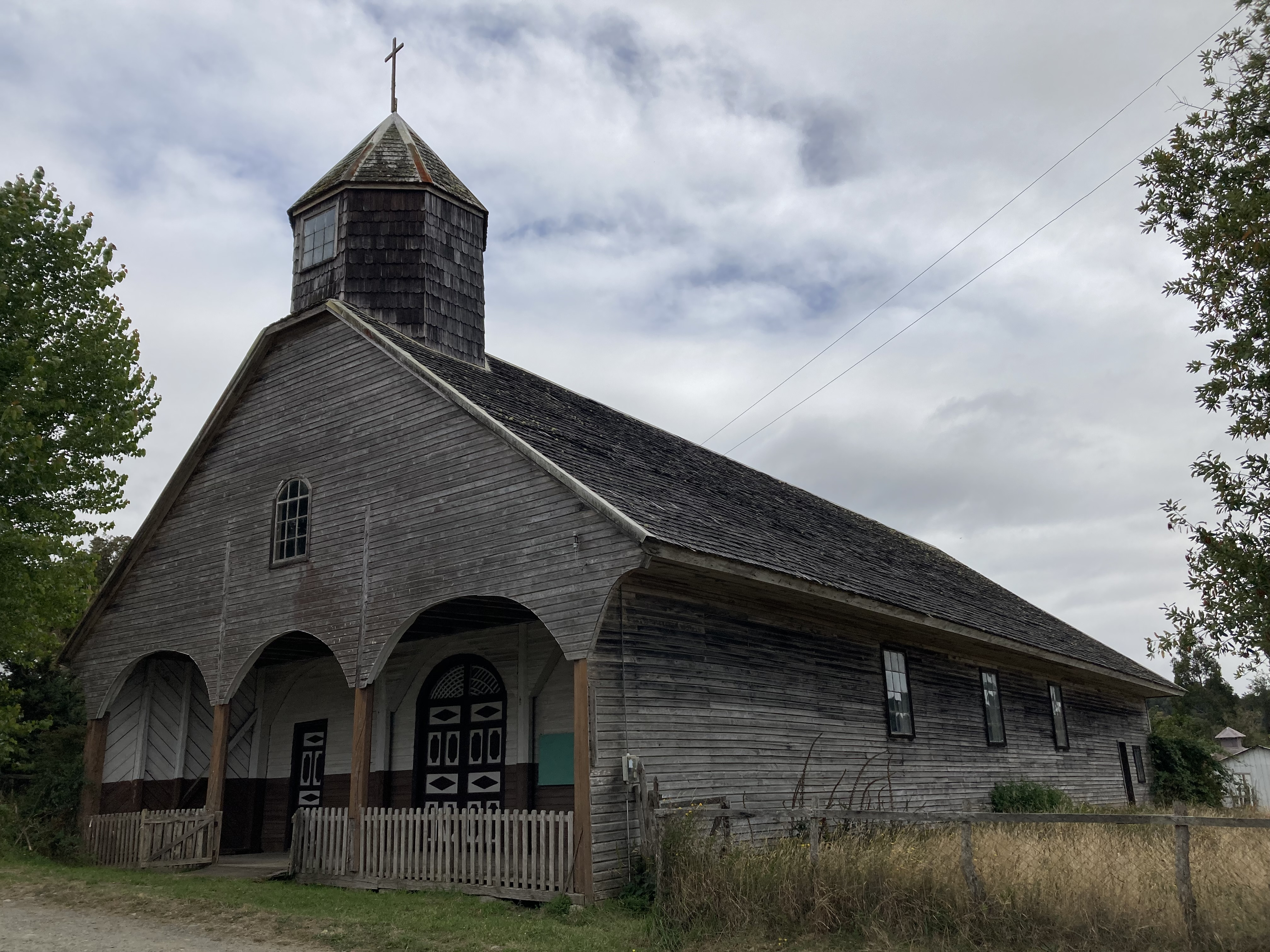
Iglesia de Quicaví, localidad asociada tradicionalmente a la brujería de Chiloé.

Su jurisdicción se extendió por todo el Archipiélago y estaba a cargo de un Rey, que junto a otros subalternos forman un consejo gobernante o Mayoría. Existían siete Distritos o Repúblicas con nombres en clave tomados de lugares de España y de sus colonias: Buenos Aires (Achao), España (Queilen y sus alrededores), Lima (Quicaví), Perú (Caucahué), Salamanca (Rauco), Santiago (Tenaún) y Villarrica (Dalcahue).
La sede del Rey estaba en la Cueva de Quicaví o Casa Grande, en los alrededores de Quicaví, en la comuna de Quemchi. Según la tradición, la Cueva tiene su entrada en una quebrada y está vigilada por un ser deforme, el Invunche. Según lo relatado por Mateo Coñuecar Coñuecar, máxima autoridad en 1880 en el proceso judicial que se llevó a cabo en contra de la Mayoría, la Cueva de Quicaví era una casa secreta subterránea de una sola habitación. Se accedía a ella a través de una puerta en el techo, oculta por una capa de tierra y pasto, y disponía de una cerradura que solo podía ser abierta con una llave de alquimia (latón). Allí se guardaba el Libro de arte un instrumento que utilizan para hacer diversos exámenes, y el Chayanco, usado para vigilar a todos los miembros de la comunidad de brujos.
Esta organización territorial regulaba a los "brujos" de cada territorio, y actuaba también como tribunal para denuncias de brujería y conflictos entre vecinos. Por este motivo fue conocida también bajo el nombre de Tribunal de la Raza Indígena. De esta forma, según lo ha estudiado el historiador Gonzalo Rojas Flores, llegó a actuar como una suerte de institucionalidad paralela al Estado, en una época en que la soberanía chilena era aún nominal sobre vastos territorios, y especialmente en aquellos bajo control indígena.

## Representaciones culturales
- La Recta Provincia (2007), serie de cuatro episodios y posterior película de Raúl Ruiz.
- La hermandad de la Casa Grande (2021), novela de Eduardo Pérez Arroyo sobre los sucesos previos a los juicios contra los brujos de Chiloé.[5]

- Brujería (2023), película chilena de drama fantástico, inspirada en una historia real. Donde miembros de la organización Recta Provincia por 1880, fueron acusados de brujería.